# Joselu
José Luis Mato Sanmartín (Stuttgart, 1990. március 27.) német születésű spanyol válogatott labdarúgó, a katari Al-Gharafa csatára.

## Pályafutása
A Celta Vigo nevelése. 14 évesen a B csapatban szerepelt a harmadosztályban.
2009-ben leigazolta a Real Madrid Castilla, majd egy évre kölcsönbe visszakerült nevelőegyesületéhez a Celta Vigo csapatához.
Szerepelt a Spanyol U19-es, U20-as és a U21-es válogatottban.
2011. május 21-én a 2010/2011-es bajnoki szezon utolsó mérkőzésén az Almeria csapata ellen a 83. percben hazai pályán megszerezte pályafutása első Primera Divisonos gólját Cristiano Ronaldo szenzációs keresztpassza után, a mérkőzés egyben a debütáló mérkőzése is volt. 2011. 12.20-án a Ponferradina ellen is betalált a Spanyol Király Kupában, ráadásul májusi góljához hasonlóan első labdaérintésből.
2023. június 19-én a Real Madrid bejelentette visszatérését 2024. június 30-ig szóló kölcsönszerződéssel, a szezon végén vételi opcióval megvásárolhatják. 2024. június 27-én a klub élt vételi opciójával. Másnap eladta a Madrid a katari Al-Gharafa csapatának.

## Sikerei, díjai
Real Madrid
- Spanyol bajnok (2): 2011–12, 2023-24
- UEFA-bajnokok ligája (1): 2023–24

Spanyolország
- UEFA Nemzetek Ligája-győztes: 2022-23